# Берсум
Берсум (нім. Börßum) — громада в Німеччині, розташована в землі Нижня Саксонія. Входить до складу району Вольфенбюттель. Складова частина об'єднання громад Одервальд.
Площа — 30,59 км2. Населення становить 2835 ос. (станом на 31 грудня 2021).

## Галерея

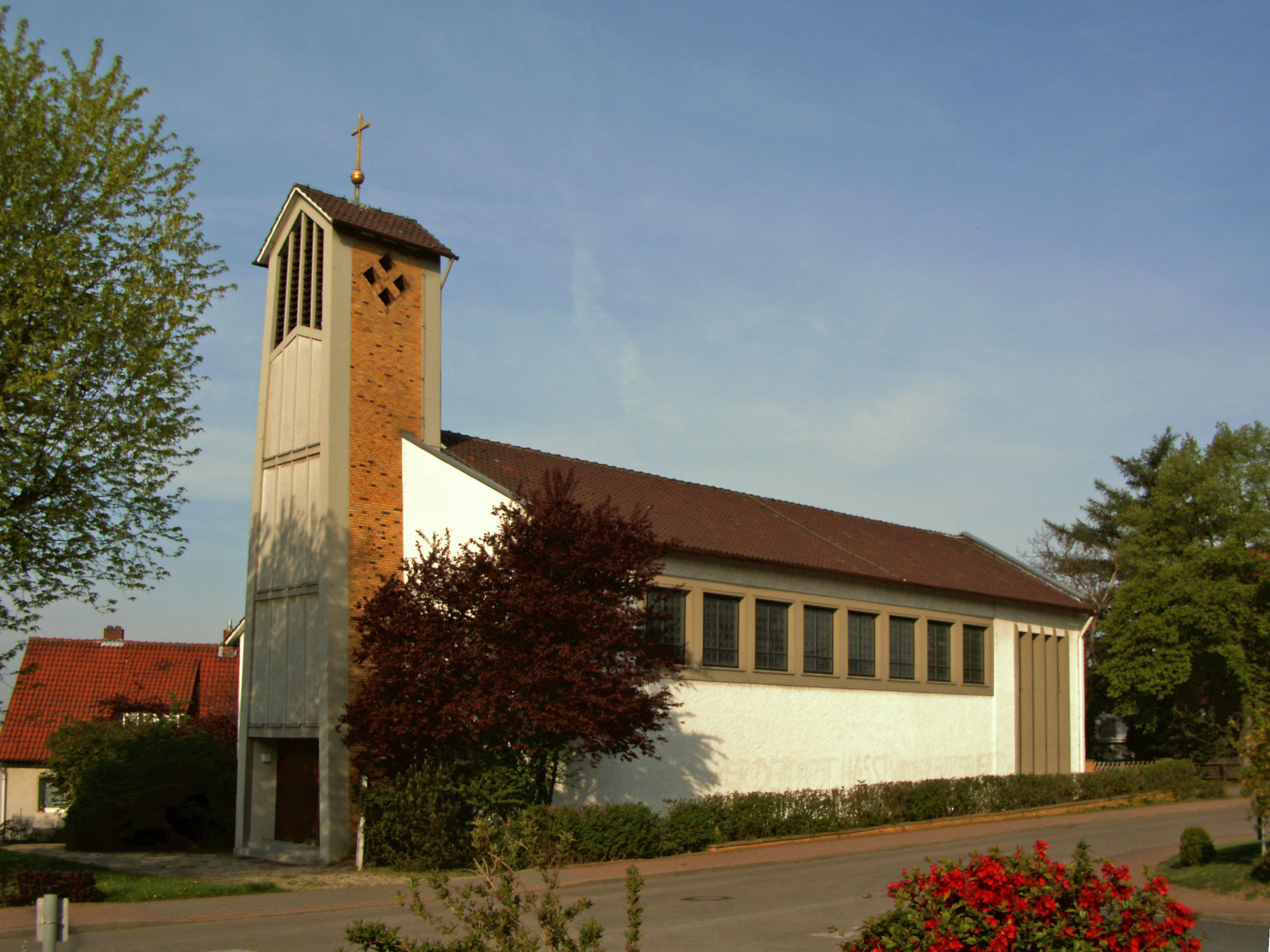